# Villers-devant-Mouzon
 Villers-devant-Mouzon  là một xã ở tỉnh Ardennes, thuộc vùng Grand Est ở phía bắc nước Pháp.